# Botanophila seungmoi
Botanophila seungmoi är en tvåvingeart som beskrevs av Suh och Kae Kyoung Kwon 1985. Botanophila seungmoi ingår i släktet Botanophila och familjen blomsterflugor.
Artens utbredningsområde är Sydkorea. Inga underarter finns listade i Catalogue of Life.